# Liste der städtischen Buslinien in Luxemburg

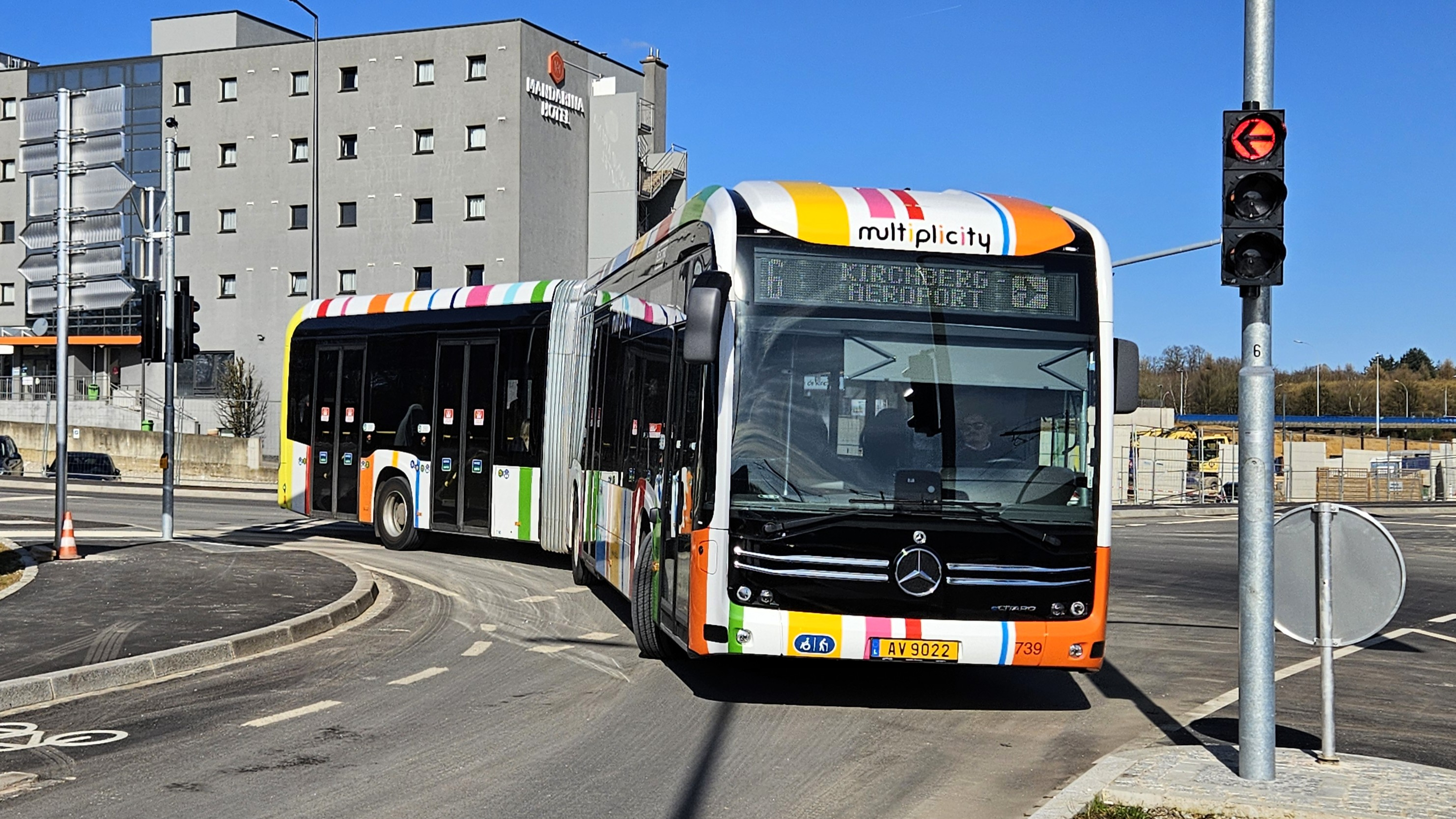
Stadtbuslinie 6 in Richtung Flughafen.

Die Liste der städtischen Buslinien in Luxemburg stellt alle zurzeit 31 eigenen Stadtbuslinien im Stadtgebiet Luxemburg dar. Die Linien werden von dem Verkehrsunternehmen der Stadt Luxemburg, genannt Autobus de la Ville de Luxembourg, kurz AVL, betrieben. Sie ist damit der wichtigste Transportdienstleister der Stadt. Seit 10. Dezember 2017 besteht auch wieder eine Straßenbahnlinie. Daneben gibt es eine Vielzahl weiterer regionaler Busunternehmen, die Dutzende von Linien, die zum Teil weit über das Stadtgebiet hinausgehen, betreiben. Alle Linien sind in den luxemburgischen Verkéiersverbond integriert.
Neben den 31 regulären Linien gibt es noch die acht Nachtbuslinien City Night Bus CN1 bis CN8.
Seit dem 13. Dezember 2020 gibt es 4 Hauptlinien:
Die Straßenbahnlinie  verkehrt zwischen Senningerberg, Aéroport und Cloche d‘Or, Stadion.
Die Linien: , , , ,  und  verkehren über die Hauptachse zwischen dem Bahnhof und „Hamilius“ bzw. „Monterey“ im Stadtzentrum.
Die Linien: , , ,  und  verkehren entlang der Nebenachse, die zwischen dem Bahnhofsviertel („Gare Rocade“ bzw. „Place de Wallis“) und „Hamilius“ bzw. „Monterey“ verläuft. Den Bahnhof fahren diese Linien nicht an.
Die Linien: , , , , ,  und  verkehren in West-Ost bzw. West-Nord-Richtung. Den Bahnhofsviertel fahren diese Linien nicht an.

## Liste
| Linie                                                                                      | Linienweg | Linienweg | Takt in Min. 6 bis 20 Uhr | Takt in Min. 6 bis 20 Uhr | Takt in Min. 6 bis 20 Uhr |
| Linie                                                                                      | Linienweg | Linienweg | Mo–Fr                     | Sa                        | So                        |
| Straßenbahnlinie                                                                           | Straßenbahnlinie | Straßenbahnlinie | Straßenbahnlinie          | Straßenbahnlinie          | Straßenbahnlinie          |
| ------------------------------------------------------------------------------------------ | --- | --- | ------------------------- | ------------------------- | ------------------------- |
| Tramlinie T1                                                                               | Cloche d‘Or, Stadion – Howald – Gare – Zentrum – Kirchberg, Luxexpo – Senningerberg, Héienhaff PE – Aéroport                                                   | Cloche d‘Or, Stadion – Howald – Gare – Zentrum – Kirchberg, Luxexpo – Senningerberg, Héienhaff PE – Aéroport                                                   | 4 (8)                     | 4 (8)                     | 8 (8)                     |
| Stadtbus                                                                                   | | |                           |                           |                           |
| Autobuslinie 2                                                                             | Bonneweg, Lycée Bouneweg – Hauptbahnhof-Rocade – Zentrum – Limpertsberg, Lycée Michel Lucius                                                                   | Bonneweg, Lycée Bouneweg – Hauptbahnhof-Rocade – Zentrum – Limpertsberg, Lycée Michel Lucius                                                                   | 10                        | 15                        | 30                        |
| Autobuslinie 3                                                                             | Howald, Waasertuerm – Bonneweg, Lycée Bouneweg – Zentrum – Fondation Pescatore – Eich (– Beggen, Henri Dunant)                                                 | Howald, Waasertuerm – Bonneweg, Lycée Bouneweg – Zentrum – Fondation Pescatore – Eich (– Beggen, Henri Dunant)                                                 | 30                        | 30                        | 30                        |
| Autobuslinie 4                                                                             | Leudelingen, Gemeng – Zessingen – Hauptbahnhof – Zentrum – Eich – Dommeldingen, Parc de l‘Europe                                                               | Leudelingen, Gemeng – Zessingen – Hauptbahnhof – Zentrum – Eich – Dommeldingen, Parc de l‘Europe                                                               | 30                        | 30                        | 30                        |
| Autobuslinie 5                                                                             | Cloche d’Or, P+R Stade de Luxembourg – Howald – Bonneweg, Lycée Bouneweg – Zentrum – Belair – Merl – Bartringen, Bartreng Gemeng                               | Cloche d’Or, P+R Stade de Luxembourg – Howald – Bonneweg, Lycée Bouneweg – Zentrum – Belair – Merl – Bartringen, Bartreng Gemeng                               | 15 20                     | 30                        | 30                        |
| Autobuslinie 6                                                                             | Bartringen, Bartreng Gemeng – Helfent – Merl – Belair – Zentrum – Kirchberg – Senningerberg – Flughafen                                                        | Bartringen, Bartreng Gemeng – Helfent – Merl – Belair – Zentrum – Kirchberg – Senningerberg – Flughafen                                                        | 15 20                     | 30                        | 30                        |
| Autobuslinie 7                                                                             | Bonneweg, Baden-Powell – Hauptbahnhof – Pulvermühle – Cents – Neudorf – Kirchberg, Poutty Stein                                                                | Bonneweg, Baden-Powell – Hauptbahnhof – Pulvermühle – Cents – Neudorf – Kirchberg, Poutty Stein                                                                | 30                        | 30                        | –                         |
| Autobuslinie 8                                                                             | Bartringen, Bartreng Waassertuerm – Strassen – Belair – Zentrum – Limpertsberg, Lycée Michel Lucius                                                            | Bartringen, Bartreng Waassertuerm – Strassen – Belair – Zentrum – Limpertsberg, Lycée Michel Lucius                                                            | 20                        | 20                        | 30                        |
| Autobuslinie 9                                                                             | Hamm, Rue de Bitbourg – Bonneweg – Hauptbahnhof-Rocade – Zentrum – Neudorf – Kalchesbruck – Cents, Waassertuerm                                                | Hamm, Rue de Bitbourg – Bonneweg – Hauptbahnhof-Rocade – Zentrum – Neudorf – Kalchesbruck – Cents, Waassertuerm                                                | 15                        | 15                        | 30                        |
| Autobuslinie 10                                                                            | (Bartringen, Belle Étoile – Strassen – Bourmicht – Merl –) Hollerich, P+R Bouillon – Hauptbahnhof – Zentrum – Eich – Beggen – Bartringen – Steinsel, Buergaass | (Bartringen, Belle Étoile – Strassen – Bourmicht – Merl –) Hollerich, P+R Bouillon – Hauptbahnhof – Zentrum – Eich – Beggen – Bartringen – Steinsel, Buergaass | 15 20                     | 30                        | 30                        |
| Autobuslinie 11                                                                            | (Europäische Schule II – Bartringen, Belle Étoile – Strassen –) Zentrum – Eich – Beggen – Bereldingen – Walferdingen – Heisdorf – Steinsel, Kennedy            | (Europäische Schule II – Bartringen, Belle Étoile – Strassen –) Zentrum – Eich – Beggen – Bereldingen – Walferdingen – Heisdorf – Steinsel, Kennedy            | 15 20                     | 10 20                     | 30                        |
| Autobuslinie 12                                                                            | Merl, Celtes – Konservatorium – Belair – Zentrum – Weimershof – Krankenhaus Kirchberg – Kirchberg, Chambre des Métiers                                         | Merl, Celtes – Konservatorium – Belair – Zentrum – Weimershof – Krankenhaus Kirchberg – Kirchberg, Chambre des Métiers                                         | 20                        | 20                        | 30                        |
| Autobuslinie 13                                                                            | Boy Konen – Kohlenberg – Gasperich – Hauptbahnhof – Zentrum – Belair – Centre Hospitalier                                                                      | Boy Konen – Kohlenberg – Gasperich – Hauptbahnhof – Zentrum – Belair – Centre Hospitalier                                                                      | 15                        | 15                        | 30                        |
| Autobuslinie 14                                                                            | (Boy Konen – Zessingen –) Hauptbahnhof – Zentrum – Clausen – Fetschenhof – Cents, Waassertuerm                                                                 | (Boy Konen – Zessingen –) Hauptbahnhof – Zentrum – Clausen – Fetschenhof – Cents, Waassertuerm                                                                 | 15                        | 15                        | 30                        |
| Autobuslinie 15                                                                            | (Merl, Celtes –) Hollerich, P+R Bouillon – Konservatorium – Zentrum (– Clausen – Cents – Hamm, Bitburger Straße – Hamm, Ierzkaulen)                            | (Merl, Celtes –) Hollerich, P+R Bouillon – Konservatorium – Zentrum (– Clausen – Cents – Hamm, Bitburger Straße – Hamm, Ierzkaulen)                            | 15                        | 20                        | 30                        |
| Autobuslinie 16                                                                            | (Europäische Schule II –) Bartringen, Belle Étoile – Strassen – Zentrum – Kirchberg – Senningerberg – Flughafen                                                | (Europäische Schule II –) Bartringen, Belle Étoile – Strassen – Zentrum – Kirchberg – Senningerberg – Flughafen                                                | 20                        | 30                        | 30                        |
| Autobuslinie 17                                                                            | Hollerich, P+R Bouillon – Zentrum | Hollerich, P+R Bouillon – Zentrum | 6 10                      | 20                        | –                         |
| Autobuslinie 18                                                                            | Kockelscheuer, Eisbahn – Cloche d’Or – Bahnhof Hollerich – Hauptbahnhof – Zentrum – Kirchberg – Luxexpo, Südeingang                                            | Kockelscheuer, Eisbahn – Cloche d’Or – Bahnhof Hollerich – Hauptbahnhof – Zentrum – Kirchberg – Luxexpo, Südeingang                                            | 10                        | 15                        | 30                        |
| Autobuslinie 19                                                                            | Hauptbahnhof – Altstadt – Bellevue – Limpertsberg, Neumans Park                                                                                                | Hauptbahnhof – Altstadt – Bellevue – Limpertsberg, Neumans Park                                                                                                | 30                        | 30                        | –                         |
| Autobuslinie 20                                                                            | Hauptbahnhof – Francophonie – Cloche d‘Or – Kockelscheuer, Parc Luxite                                                                                         | Hauptbahnhof – Francophonie – Cloche d‘Or – Kockelscheuer, Parc Luxite                                                                                         | 15 30                     | –                         | –                         |
| Autobuslinie 21                                                                            | Eich, Kulturzentrum – Rollingergrund – Mühlenbach – Zentrum – Kirchberg, Luxexpo, Südeingang                                                                   | Eich, Kulturzentrum – Rollingergrund – Mühlenbach – Zentrum – Kirchberg, Luxexpo, Südeingang                                                                   | 15                        | 20                        | 30                        |
| Autobuslinie 22                                                                            | Hollerich, P+R Bouillon – Hauptbahnhof – Zentrum – Strassen, Primeurs                                                                                          | Hollerich, P+R Bouillon – Hauptbahnhof – Zentrum – Strassen, Primeurs                                                                                          | 10 20                     | 30                        | 30                        |
| Autobuslinie 23                                                                            | (Bonneweg, Demy Schlechter –) Gasperich – Hauptbahnhof – Stadtgrund – Clausen – Pfaffenthal – Eich, Kulturzentrum                                              | (Bonneweg, Demy Schlechter –) Gasperich – Hauptbahnhof – Stadtgrund – Clausen – Pfaffenthal – Eich, Kulturzentrum                                              | 20                        | 20                        | 30                        |
| Autobuslinie 24                                                                            | (Howald, Peternelchen – Cloche d‘Or –) Hollerich, P+R Bouillon – Belair – Centre Hospitalier                                                                   | (Howald, Peternelchen – Cloche d‘Or –) Hollerich, P+R Bouillon – Belair – Centre Hospitalier                                                                   | 15                        | 30                        | 30                        |
| Autobuslinie 25                                                                            | Bahnhof Dommeldange – Weimerskirch – Kirchberg – Krankenhaus Kirchberg – Neudorf – Haltepunkt Cents-Hamm – Hamm, Bitburger Straße                              | Bahnhof Dommeldange – Weimerskirch – Kirchberg – Krankenhaus Kirchberg – Neudorf – Haltepunkt Cents-Hamm – Hamm, Bitburger Straße                              | 15 30                     | 30                        | –                         |
| Autobuslinie 26                                                                            | Steinsel, Kennedy – Walferdingen – Beggen – Eich – Pfaffenthal – Clausen – Neudorf – Kirchberg, Rehazentrum                                                    | Steinsel, Kennedy – Walferdingen – Beggen – Eich – Pfaffenthal – Clausen – Neudorf – Kirchberg, Rehazentrum                                                    | 20                        | 30                        | 30                        |
| Autobuslinie 27                                                                            | Kockelscheuer, Eisbahn – Cloche d‘Or – Kohlenberg – Zessingen – Hauptbahnhof – Pulvermühle – Hamm, Bitburger Straße                                            | Kockelscheuer, Eisbahn – Cloche d‘Or – Kohlenberg – Zessingen – Hauptbahnhof – Pulvermühle – Hamm, Bitburger Straße                                            | 20                        | –                         | –                         |
| Autobuslinie 29                                                                            | Hesperingen, Cité Um Schlass – ZAC Howald – Bonneweg, Lycée Bouneweg – Hauptbahnhof – Pulvermühle – Cents – Flughafen – Senningerberg, Charlys Statioun        | Hesperingen, Cité Um Schlass – ZAC Howald – Bonneweg, Lycée Bouneweg – Hauptbahnhof – Pulvermühle – Cents – Flughafen – Senningerberg, Charlys Statioun        | 10 15                     | 20                        | 20                        |
| Autobuslinie 30                                                                            | Kirchberg, Réimerwee – Weimerskirch – Eich – Zentrum (– Limpertsberg, Lycée Michel Lucius)                                                                     | Kirchberg, Réimerwee – Weimerskirch – Eich – Zentrum (– Limpertsberg, Lycée Michel Lucius)                                                                     | 20                        | 20                        | 30                        |
| Autobuslinie 31                                                                            | Strassen, Oricher-Hoehl – Reckenthal – Rollingergrund – Zentrum, Badanstalt                                                                                    | Strassen, Oricher-Hoehl – Reckenthal – Rollingergrund – Zentrum, Badanstalt                                                                                    | 60                        | 60                        | –                         |
| Autobuslinie 32                                                                            | Kirchberg, Mischekopp – Zentrum – Eich – Bahnhof Dommeldange – Dommeldingen, Parc de l‘Europe                                                                  | Kirchberg, Mischekopp – Zentrum – Eich – Bahnhof Dommeldange – Dommeldingen, Parc de l‘Europe                                                                  | 30                        | –                         | –                         |
| Autobuslinie 33                                                                            | Howald, Waassertuerm (– Howald C.I.P.A) – Bonneweg, Lycée Bouneweg – Zentrum – Theater – Eich – Mühlenbach – Bambësch, Centre sportif                          | Howald, Waassertuerm (– Howald C.I.P.A) – Bonneweg, Lycée Bouneweg – Zentrum – Theater – Eich – Mühlenbach – Bambësch, Centre sportif                          | 30                        | 30                        | 30                        |
| Nachtbus (City Night Bus) (nur in den Nächten Freitag auf Samstag und Samstag auf Sonntag) | | |                           |                           |                           |
| Autobuslinie CN1                                                                           | Hollerich, P+R Bouillon – Bahnhof – Zentrum – Glacis – Neudorf – Cents, Waassertuerm                                                                           | Hollerich, P+R Bouillon – Bahnhof – Zentrum – Glacis – Neudorf – Cents, Waassertuerm                                                                           | 10 15 21:10 – 4:00        | 10 15 21:10 – 4:00        | 10 15 21:10 – 4:00        |
| Autobuslinie CN2                                                                           | Zentrum – Gasperich – Zessingen – Bahnhof – Zentrum | Zentrum – Gasperich – Zessingen – Bahnhof – Zentrum | 30 0:35 – 3:35            | 30 0:35 – 3:35            | 30 0:35 – 3:35            |
| Autobuslinie CN3                                                                           | Zentrum – Bonneweg – Hamm – Pulvermühle – Zentrum | Zentrum – Bonneweg – Hamm – Pulvermühle – Zentrum | 30 0:35 – 3:35            | 30 0:35 – 3:35            | 30 0:35 – 3:35            |
| Autobuslinie CN4                                                                           | Zentrum – Kirchberg – Weimershof – Zentrum | Zentrum – Kirchberg – Weimershof – Zentrum | 30 0:35 – 3:35            | 30 0:35 – 3:35            | 30 0:35 – 3:35            |
| Autobuslinie CN5                                                                           | Zentrum – Kirchberg – Weimerskirch – Dommeldange – Zentrum | Zentrum – Kirchberg – Weimerskirch – Dommeldange – Zentrum | 30 0:35 – 3:35            | 30 0:35 – 3:35            | 30 0:35 – 3:35            |
| Autobuslinie CN6                                                                           | Zentrum – Eich – Beggen – Eich – Rollingergrund – Zentrum | Zentrum – Eich – Beggen – Eich – Rollingergrund – Zentrum | 30 0:35 – 3:35            | 30 0:35 – 3:35            | 30 0:35 – 3:35            |
| Autobuslinie CN7                                                                           | Zentrum – Limpertsberg – Belair – Merl – Zentrum | Zentrum – Limpertsberg – Belair – Merl – Zentrum | 30 0:35 – 3:35            | 30 0:35 – 3:35            | 30 0:35 – 3:35            |
| Autobuslinie CN8                                                                           | Zentrum – Gasperich – Bonneweg – Zentrum | Zentrum – Gasperich – Bonneweg – Zentrum | 30 0:35 – 3:35            | 30 0:35 – 3:35            | 30 0:35 – 3:35            |

Stand: 2. März 2025